# أنطونيو رومان
أنطونيو رومان (بالإسبانية: Antonio Fernández-Román)‏ هو ناقد سينمائي وكاتب سيناريو ومخرج إسباني، ولد في 9 نوفمبر 1911 في أورينسي في إسبانيا، وتوفي في 16 يونيو 1989 في مدريد في إسبانيا.

## وصلات خارجية
- أنطونيو رومان على موقع IMDb (الإنجليزية)
- أنطونيو رومان على موقع ألو سيني (الفرنسية)
- أنطونيو رومان على موقع أول موفي (الإنجليزية)
- أنطونيو رومان على موقع قاعدة بيانات الأفلام السويدية (السويدية)
- أنطونيو رومان على موقع قاعدة بيانات الفيلم (الإنجليزية)
- أنطونيو رومان على موقع كينوبويسك (الروسية)